# Grifo
Grifo, auch Grippo (* wohl 726; † 753 bei Saint-Jean-de-Maurienne) war der Sohn Karl Martells und seiner zweiten Ehefrau Swanahild. Im Jahr 741 wurde Grifo im letzten Testament Karl Martells ein Teil des Frankenreiches zugesprochen. Ab diesem Zeitpunkt führte er einen lebenslangen Kampf um den Antritt seines Erbes. Grifo wurde von seinen Halbbrüdern Pippin der Jüngere und Karlmann als illegitim dargestellt und ihm das Erbe verwehrt.